# کنتا توگاوا
کنتا توگاوا (انگلیسی: Kenta Togawa؛ زادهٔ ۲۳ ژوئن ۱۹۸۱) بازیکن فوتبال اهل ژاپن است.
از باشگاه‌هایی که در آن بازی کرده‌است می‌توان به باشگاه فوتبال توکیو وردی اشاره کرد.